# Palpomyia gilva
Palpomyia gilva är en tvåvingeart som beskrevs av Meillon och Wirth 1987. Palpomyia gilva ingår i släktet Palpomyia och familjen svidknott. Inga underarter finns listade i Catalogue of Life.